# فرودگاه چلیابینسک
فرودگاه چلیابینسک (به انگلیسی: Chelyabinsk Airport) (به روسی: Аэропорт Челябинск) یک فرودگاه همگانی با کد یاتا CEK است که یک باند فرود بتن دارد و طول باند آن ۳۲۰۰ متر است. این فرودگاه در شهر چلیابینسک کشور روسیه قرار دارد و در ارتفاع ۲۲۶ متری از سطح دریا واقع شده‌است.

## شرکت‌های هواپیمایی و مقصدهای پروازی

### مسافری
| شرکت‌های هواپیمایی                 | مقصدهای پروازی                          |
| --------------------------------- | --------------------------------------- |
| آئروفلوت                          | شرمتیوو                                 |
| آئروفلوت اجرا توسط روسیه ایرلاینز | پالکوو                                  |
| آنگارا ایرلاینز                   | ایرکوتسک، قازان، تولمچوا                |
| اطلس گلوبال                       | آتاترک فصلی: آنتالیا                    |
| کومی‌اویاترنس                      | بولشویه ساوینو                          |
| Nordavia                          | پالکوو فصلی: سوچی                       |
| انور ایر                          | آنتالیا، آتاترک                         |
| پابیدا                            | ونوکووا                                 |
| اس۷ ایرلاینز                      | دوموده‌دوو                               |
| اورال ایرلاینز                    | دوشنبه، مینرالنیه وودی، دوموده‌دوو، سوچی |
| UVT Aero                          | قازان، تولمچوا                          |

### باری
| شرکت‌های هواپیمایی       | مقصدهای پروازی |
| ----------------------- | -------------- |
| Grizodubova Air Company | ونوکووا        |